# گل پالوده
گل پالوده، یکی از شیرینی‌های محلی در استان گیلان است. مواد این شیرینی را پر گل محمدی تازه، شکر، کره، شیر، برنج خوب شمالی و نمک تشکیل می‌دهد.